# 오제직
오제직(吳濟直, 1940년, 충청남도 서산시 ~ )은 대한민국의 제12·13대 충청남도 교육감이었다.

## 학력
- 운신국민학교 졸업
- 해미중학교 졸업
- 홍성고등학교 졸업
- 공주사범대학교 화학교육학과 학사 졸업

### 비학위 수료
- 성균관대학교 대학원 석사 수료
- 동국대학교 대학원 박사 수료

## 경력
- 예산여자중학교 강사
- 예산고등학교 강사
- 천안여자중학교 강사
- 천안여자고등학교 강사
- 서울중동고등학교 교사
- 공주대학교 화학교육과 교수
- 지방대학육성특별법 제정특별위원회 공동의장
- 1998.06 ~ 2002.05 제3대 공주대학교 총장
- 대전충남지역 대학교총장협의회 회장
- 전국교육감협의회 부회장
- 2003.02 제4대 충남발전연구원 원장
- 2004.07 ~ 2008.06 제12대 충청남도교육청 교육감
- 2008.07 ~ 2008.10 제13대 충청남도교육청 교육감

## 역대 선거 결과
| 실시년도 | 선거        | 대수 | 직책   | 선거구   | 정당   | 득표수 | 득표율      | 순위     | 당락 | 비고           |
| -------- | ----------- | ---- | ------ | -------- | ------ | ------ | ----------- | -------- | ---- | -------------- |
| 2008년   | 6·25 재보선 | 13대 | 교육감 | 충청남도 | 무소속 | 무투표 | \| \| 0% \| | 단독후보 |      | 초선, 민선 4기 |
|          | 0%          |      |        |          |        |        |             |          |      |                |